# Funky Drummer
«Funky Drummer» (también conocido como «The Funky Drummer») es una canción de funk grabada por James Brown y su banda hacia finales de 1969. Este tema no sólo es representativo del estilo del artista, sino que además contiene un solo de batería gracias al que este disco es posiblemente el más sampleado de la historia.
Fue grabado el 20 de noviembre de 1969 en Cincinnati, Ohio, y originalmente lanzado en marzo de 1970 por King Records en dos partes como sencillo en 45 rpm. Pese a haber logrado el puesto # 20 en la lista de R&B y el # 51 en la lista pop, tuvo recién en 1986 la posibilidad de ser incluido en la compilación In the Jungle Groove.
El break en cuestión es un solo de batería tocado por Clyde Stubblefield que ha sido utilizado de forma masiva como base rítmica en el hip hop y en la música popular a través del sampling.